# Error invencible
En la filosofía cristiana un error invencible es una acción que usualmente sería pecaminosa pero no es considerada así porque fue cometida tras una ignorancia intachable de que las acciones causan daño o están prohibidas.
Según la filosofía determinada, un pecado ocurre cuando una persona intencionadamente comete un mal acto, queriendo decir que debe saber:
- que comete el acto
- que el acto es malo

Si una persona no sea consciente de uno de estos dos hechos, el tipo de ignorancia se convierte en significante. Si la persona es ignorante intencionadamente, es ignorante venciblemente, y todavía se considera el acto un pecado. Sin embargo, si la persona es ignorante desintencionadamente de uno de estos dos hechos claves, es considerado ignorante invenciblemente, y ha cometido un error invencible.